# 月読くんの禁断お夜食
『月読くんの禁断お夜食』（つくよみくんのきんだんおやしょく）は、アサダニッキによる日本の漫画作品。『BE・LOVE』（講談社）にて、2021年11月号に読み切りで掲載され、2022年2月号より2024年10月号まで連載。
食に興味を失ったパーソナルトレーナーが、料理上手な謎多き歳下男子に「禁断の夜食」を振る舞われるうちに、食の楽しさを思い出していく様子が描かれる。
2023年4月期にテレビ朝日系列にてテレビドラマ化された。

## 登場人物
御神 そよぎ（みかみ そよぎ）
カリスマパーソナルトレーナー。ストイックさのあまり、食に興味を失ってしまう。
月読 悠河（つくよみ ゆうが）
料理上手な謎多き歳下男子。

## 書誌情報
- アサダニッキ『月読くんの禁断お夜食』 講談社〈BE LOVE KC〉、既刊5巻（2024年4月12日現在）
  1. 2022年6月13日発売[5][講 1]、ISBN 978-4-06-528265-6
  2. 2022年12月13日発売[講 2]、ISBN 978-4-06-530204-0
  3. 2023年4月13日発売[講 3]、ISBN 978-4-06-531777-8
  4. 2023年10月13日発売[講 4]、ISBN 978-4-06-533467-6
  5. 2024年4月12日発売[講 5]、ISBN 978-4-06-535306-6

## テレビドラマ
2023年4月22日から6月17日まで、テレビ朝日系「土曜ナイトドラマ」枠にて放送された。主演は萩原利久。

### キャスト

#### 主要人物
月読悠河（つくよみ ゆうが）〈23〉
演 - 萩原利久（幼少期：濱田碧生）
料理上手な謎多き歳下男子。
御神そよぎ（みかみ そよぎ）〈30〉
演 - トリンドル玲奈
カリスマパーソナルトレーナー。ストイックさのあまり、食に興味を失ってしまう。

#### ACCESS PERSONAL GYM
そよぎが勤務するパーソナルジム。
穂波司（ほなみ つかさ）〈24〉
演 - 尾崎匠海（INI）
パーソナルトレーナー。そよぎの後輩。
沢村有沙（さわむら ありさ）〈22〉
演 - 樋口日奈
新人トレーナー。そよぎの後輩。
大岩健作（おおいわ けんさく）
演 - 丸山智己
チーフトレーナー。ジムの経営も手掛けている。

#### その他
朝日奈大河（あさひな たいが）〈32〉
演 - 浅香航大（幼少期：志水透哉）
悠河の兄。敏腕マーケター。そよぎの初恋の相手。

### スタッフ
- 原作 - アサダニッキ『月読くんの禁断お夜食』（講談社『BE・LOVE』連載）
- 脚本 - 松田裕子[4]
- 音楽 - 井筒昭雄[4]
- 主題歌 - BREIMEN「yonaki」（SPACE SHOWER MUSIC）[8]
- 画面制作 - カトオヨオイチ、イノウエトクマ
- トレーナー監修 - 八木勇樹
- 栄養監修 - 松丸奨
- 監督 - Yuki Saito[4]、兼重淳[4]、清水勇気[4]
- ゼネラルプロデューサー - 三輪祐見子（テレビ朝日）[4]
- プロデューサー - 田中真由子（テレビ朝日）[4]、新野安行（ザフール）[4]、疋田理紗（ザフール）[4]
- 制作協力 - ザフール[4]
- 制作著作 - テレビ朝日

### 放送日程
| 各話   | 放送日  | サブタイトル                       | お夜食           | 監督       |
| ------ | ------- | ---------------------------------- | ---------------- | ---------- |
| 第1話  | 4月22日 | 謎の年下料理男子、現る…!出逢いの夜 | から揚げ         | Yuki Saito |
| 第2話  | 4月29日 | 再会の夜                           | グラタン         | Yuki Saito |
| 第3話  | 5月06日 | 契約の夜                           | トルコ料理       | 兼重淳     |
| 第4話  | 5月13日 | 恋する夜                           | フレンチトースト | 兼重淳     |
| 第5話  | 5月20日 | 揺れる夜                           | 鶏飯             | 兼重淳     |
| 第6話  | 5月27日 | 加速する夜                         | カルボナーラ     | 清水勇気   |
| 第7話  | 6月03日 | 三角の夜                           | カムジャタン     | 清水勇気   |
| 第8話  | 6月10日 | 最後の夜                           | 真鯛のブレゼ     | Yuki Saito |
| 最終話 | 6月17日 | はじまりの夜                       | -                | Yuki Saito |

- 最終話は23時 - 翌0時の30分拡大放送。

| テレビ朝日系列 土曜ナイトドラマ                                    | テレビ朝日系列 土曜ナイトドラマ                  | テレビ朝日系列 土曜ナイトドラマ             |
| 前番組                                                             | 番組名                                           | 次番組                                      |
| ------------------------------------------------------------------ | ------------------------------------------------ | ------------------------------------------- |
| 6秒間の軌跡 〜花火師・望月星太郎の憂鬱 （2023年1月14日 - 3月18日） | 月読くんの禁断お夜食 （2023年4月22日 - 6月17日） | ハレーションラブ （2023年8月5日 - 9月30日） |

### 講談社コミックプラス
以下の出典は講談社コミックプラス（講談社）内のページ。書誌情報の発売日の出典としている。
1. ↑  “『月読くんの禁断お夜食（1）』（アサダ ニッキ）”. 講談社コミックプラス.   講談社. 2023年2月24日閲覧。
2. ↑  “『月読くんの禁断お夜食（2）』（アサダ ニッキ）”. 講談社コミックプラス.   講談社. 2023年2月24日閲覧。
3. ↑  “『月読くんの禁断お夜食（3）』（アサダ ニッキ）”. 講談社コミックプラス.   講談社. 2023年4月13日閲覧。
4. ↑  “『月読くんの禁断お夜食（4）』（アサダ ニッキ）”. 講談社コミックプラス.   講談社. 2023年10月14日閲覧。
5. ↑  “『月読くんの禁断お夜食（5）』（アサダ ニッキ）”. 講談社コミックプラス.   講談社. 2024年4月13日閲覧。